# 日耳曼尼亚

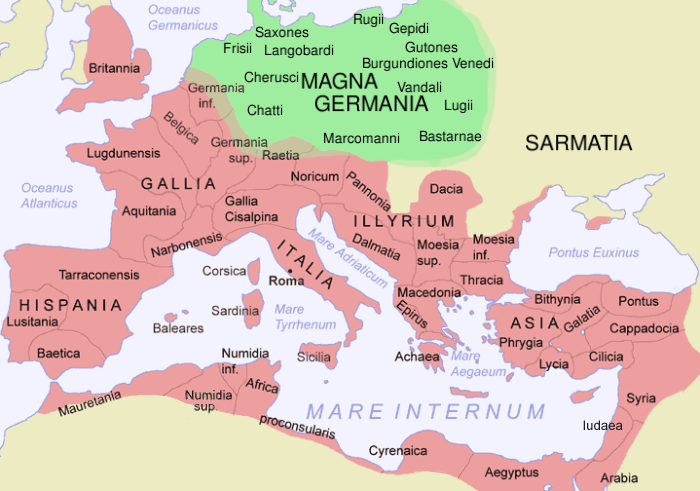
2世纪初的罗马帝国。绿色的部分是不受罗马帝国统治的大日耳曼尼亚。莱因河以西和以南地区是罗马帝国统治下的小日耳曼尼亚

日耳曼尼亚是古代欧洲的一处地名，位于莱茵河以东、多瑙河以北，同时也包括被古罗马控制的莱茵河以西地区。地名来自高卢语，由罗马共和国统帅尤利乌斯·凯撒最先使用，以指代莱茵河以东的居民，意为“邻居” 。

## 历史
日耳曼尼亚地区分布着多个部落，以日耳曼人为主，同时还包括凯尔特人、波罗的人、斯基泰人和古斯拉夫人。在随后的数个世纪中，该地区的部落组成受民族融合和民族迁徙的影响而几经变化。
公元前2世纪之前，人们对居住在北欧的部落情况知之甚少。约公元前320年，来自马西利亚的探险家毕提亚斯航行至不列颠和北欧沿海，成为最早能够区别凯尔特人和日耳曼人的地中海人。尤利乌斯·凯撒对日耳曼人、罗马人和高卢人之间的文化差异进行了描述：高卢人虽然好战，但还算文明，而日耳曼人则是野蛮未开化的民族，对罗马人和高卢人是严重的威胁。
有关日耳曼尼亚最详尽的资料是罗马帝国历史学家塔西佗的《日耳曼尼亚志》。

## 地区
古罗马人将日耳曼尼亚分为两个部分，即莱茵河以西及以南、由罗马人占领的小日耳曼尼亚和莱茵河以东的大日耳曼尼亚。小日耳曼尼亚又被分为两个行省：下日耳曼尼亚省（相当于今天低地国家的南部，首府科隆）和上日耳曼尼亚省（相当于今天的瑞士和法国的阿尔萨斯大区，首府美因茨）。公元前12年，罗马帝国皇帝奥古斯都开始征战大日耳曼尼亚，并委任日耳曼尼库斯和提比略管理该地区。至公元6年，罗马人已控制易北河以西的日耳曼尼亚地区，计划继续征服整个地区并将其并入罗马帝国疆域。公元9年，日耳曼人在条顿堡森林战役中击败罗马人，使罗马人的计划破灭。随后，奥古斯都以莱茵河和多瑙河为依托建立起帝国的边界。

### 引用
1. ↑  Schulze, Hagen. . Cambridge, MA: Harvard University Press. : 4 [1998].
2. ↑  "German", The Concise Oxford Dictionary of English Etymology. Ed. T. F. Hoad. Oxford: Oxford University Press, 1996. Oxford Reference Online. Oxford University Press. Accessed 3月4日, 2008年.